# Korläktare
Korläktare är den läktare i en kyrka där kören har sin plats. Den är ofta placerad i anslutning till kyrkorgeln. Ursprungligen hade kören sin plats vid koret, som idag är altarets plats.